# Program czterech reform

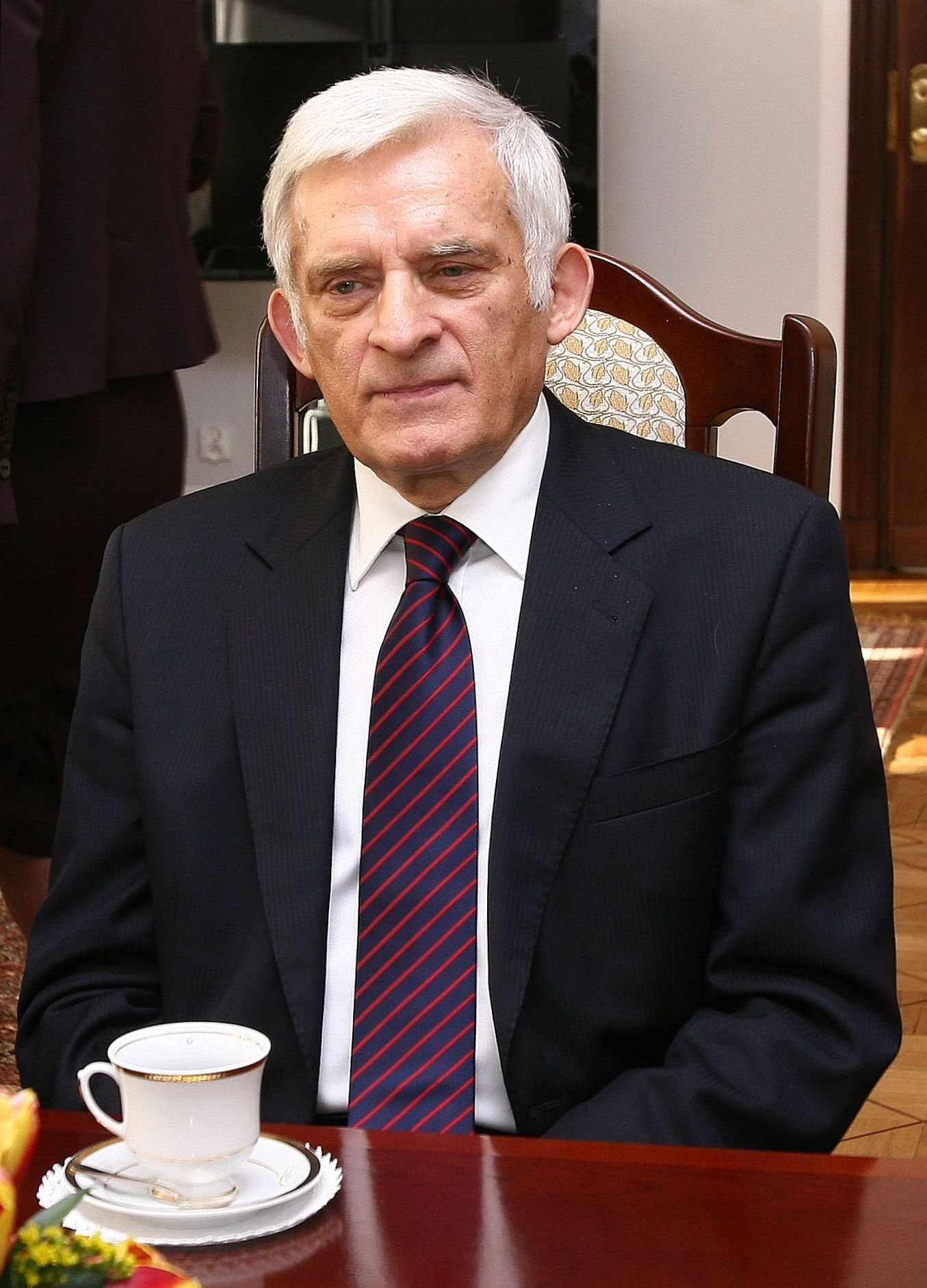
Jerzy Buzek

Program czterech reform – opracowany i wprowadzony przez rząd Jerzego Buzka (1997–2001) program złożony z czterech reform: oświatowej, emerytalnej, administracyjnej i zdrowotnej.

## Reforma oświatowa
Reforma oświatowa miała na celu upowszechnienie średniego wykształcenia i podniesienie jego poziomu. Zakładała zmiany strukturalne w systemie oświaty oraz programowe. Skrócono o 2 lata (do 6 klas) czas nauki w szkole podstawowej i wprowadzono nowy typ szkoły gimnazjum, w którym nauka trwa trzy lata. Kolejnym elementem systemu oświaty są szkoły ponadgimnazjalne. Należą do nich trzyletnie licea ogólnokształcące, czteroletnie technika, dwu- lub trzyletnie szkoły zawodowe (czas trwania nauki zależny jest od wybranego przez ucznia zawodu) oraz nowy typ szkoły – trzyletnie licea profilowane.
Nowym elementem było wprowadzenie systemu zewnętrznych egzaminów, które przeprowadzane są przez Centralną Komisję Egzaminacyjną. W ostatnim roku nauki w szkole podstawowej i w gimnazjum uczniowie przystępują odpowiednio do zewnętrznego sprawdzianu (do roku szkolnego 2015/2016 włącznie) lub do egzaminu gimnazjalnego. Przystąpienie do nich jest warunkiem niezbędnym do ukończenia wymienionych szkół. Absolwenci liceów ogólnokształcących, liceów profilowanych, techników przystępują do egzaminu maturalnego. Absolwenci szkół zawodowych przystępują do zewnętrznych egzaminów potwierdzających kwalifikacje zawodowe. Wprowadzanie systemu egzaminów zewnętrznych było procesem długofalowym. Pierwszy sprawdzian na zakończenie szóstej klasy szkoły podstawowej oraz pierwszy egzamin gimnazjalny odbył się w roku 2002 (rok szkolny 2001/2002). Egzaminy kończące szkoły kładą nacisk na stosowanie zdobytych umiejętności i rozumienie poleceń.

## Reforma emerytalna
Reforma emerytalna zakładała uzupełnienie dotychczasowej metody finansowania rent i emerytur, tworząc trzy filary emerytalne – pierwszy oparty na FUS, drugi oparty na Otwartych Funduszach Emerytalnych (OFE) i trzeci oparty na IKE, IKZE i PPE.
Według początkowych założeń reforma emerytalna miała doprowadzić do stworzenia systemu powszechnego, czyli łączącego wszystkie grupy zawodowe korzystające wcześniej z rozmaitych przywilejów, w ramach oddzielnych systemów emerytalnych. Po 2000 r. rząd SLD i PSL przywrócił wcześniejsze wyłączenia m.in. w stosunku do służb mundurowych (2003), następnie górników (2005) oraz sędziów i prokuratorów. Z opóźnieniem zlikwidowano także emerytury pomostowe.

## Reforma administracyjna
Reforma administracji zastąpiła dwustopniowy podział administracyjny (gminy i 49 województw) nowym, trójstopniowym podziałem, w którym podstawową jednostką samorządu terytorialnego jest gmina (na czele gminy wiejskiej stoi wójt, gminy miejsko-wiejskiej lub mniejszej miejskiej – burmistrz, a większej miejskiej – prezydent miasta), większą jednostkę samorządu terytorialnego stanowi powiat, na którego czele stoi starosta, a największą jednostką samorządu terytorialnego jest województwo. Według nowego podziału administracyjnego województw jest 16.

## Reforma służby zdrowia
Reforma służby zdrowia decentralizowała system ubezpieczeń zdrowotnych, wprowadzając instytucję lekarza rodzinnego, kasy chorych oraz regionalne lub branżowe instytucje podpisujące umowy o finansowaniu z zakładami opieki zdrowotnej. 